# Panel cerámico de San Roque (Castellón de la Plana)
El panel cerámico de San Roque es un panel cerámico devocional o capillita callejera ubicada en Castellón de la Plana (España). Se emplaza en su lugar original, una casa de tipología tradicional sita en la calle San Roque n.º 159 de la Capital de la Plana. Estas capillitas dedicadas a una devoción cristiana se popularizaron a mediados del siglo XVIII como una forma de religiosidad popular y emplearon azulejos para representar las imágenes debido prestigio del material en la época, su pervivencia en el tiempo y a la facilidad para ser ejecutados por ceramistas dibujando a mano como si se tratara de un lienzo para un cuadro en un caballete.
Se cree que en toda el municipio de Castellón existen alrededor de 50 paneles cerámicos devocionales de todas las épocas. Los 7 más antiguos, es decir los que sobrevivieron a las corrientes iconoclastas y estéticas de principios del siglo XX, y al anticlericalismo que sufrió la ciudad en agosto de 1936 en los albores de la guerra civil española, fueron declarados en 2017 Bienes de relevancia local de forma genérica por la reforma de la Ley de Patrimonio Cultural Valenciano, y por ello incluidos en el Catálogo de protecciones del patrimonio etnológico del Ayuntamiento de Castellón aprobado en 2021.

## Descripción
Se sitúa en el lado izquierdo de la fachada de la casa, justo donde comienza la primera planta y junto a la única ventana de la misma. Se encuentra dentro de una hornacina empotrada en el muro de 70 x 51 cm y una profundidad de 5 cm, no dispone de ningún elemento decorativo salvo una repisa con ménsula.
El panel está formado por 6 azulejos de 20 x 20 cm que se disponen en dos líneas verticales y tres horizontales, y parece que fueron fabricados en algún obrador local en el primer tercio del siglo XIX. La imagen representa San Roque de pie, sobre una especie de pedestal, acompañado de un perro y apoyado sobre su bordón de peregrino, sus dos atributos más reconocibles. Con el dedo índice de la mano derecha señala la llaga en su pierna. El panel es sobrio en color, con un fondo blanco y solo dos finas líneas de color enmarcando su perfil, el dibujo es primitivo. En la parte inferior figura el nombre del santo en letras minúsculas «San Roque».
Presenta un estado de conservación aceptable y está exento de elementos impropios a su alrededor, lo que facilita su visibilidad.

## Contexto histórico
San Roque es considerado el santo protector contra la peste, enfermedad que se cebó con la población de Castellón en diferentes epidemias desde el siglo XIV y hasta tiempos recientes, por lo que la religiosidad popular hacia este santo se extendió, creciendo mucho durante el siglo XVII. Por este motivo, el pueblo de Castellón le dedicó dos ermitas en su término: la de Canet que permanece en pie, y la del Pla que desapareció en 1847. Esta última ermita se ubicaba muy cerca de la localización de este panel cerámico devocional, en la actual plaza de Teodoro Izquierdo. Esta ermita se construyó entre 1651 y 1681 junto a un hospital para apestados conocido como la «Casa Blanca» bajo la dirección del maestro de obras Pere Vilallave. Siglos más tarde, durante la primera guerra carlista, Castellón se ve obligada a construir unas nuevas murallas en 1837 que hacían de esta ermita su punto más al norte en el que se construyó una batería, 10 años más tarde la ermita fue derribada para evitar que las tropas carlistas se parapetaran en ella.